# Queensland
Pour les articles homonymes, voir Queensland (homonymie).
Le Queensland (prononcé localement /ˈkwiːnzlænd/; abrégé Qld) est le deuxième État de l'Australie par la superficie et le troisième par la population. Il se trouve au nord de la Nouvelle-Galles du Sud, au nord-est de l'Australie-Méridionale et à l'est du Territoire du Nord. L'État est bordé par la mer d'Arafura et la mer de Corail.
Sa capitale est Brisbane. C'est le seul État australien à être doté d'un parlement monocaméral.
Les premières populations à habiter la région étaient les aborigènes d'Australie et les indigènes du détroit de Torrès. Les techniques de datation estiment que leur arrivée a eu lieu il y a entre 40 000 et 65 000 ans . Quelques centaines de siècles plus tard le Queensland est devenu une colonie de la couronne britannique qui est séparée de la Nouvelle-Galles du Sud le 6 juin 1859, une date qui est célébrée chaque année comme le Queensland Day. L'aire actuelle de la ville de Brisbane correspond à celle du bagne de la baie Moreton, où étaient détenus les récidivistes condamnés pour avoir commis un délit au cours de l'exécution de leur peine en Nouvelle-Galles du Sud. Plus tard, l'État a encouragé le libre établissement des individus dans cette région.
Aujourd'hui, l'économie du Queensland est dominée par les secteurs de l'agriculture, du tourisme et des ressources naturelles.
La population est essentiellement concentrée au sud-est du Queensland. Celle-ci comprend la capitale Brisbane, Logan City, Ipswich, Toowoomba, Gold Coast et la région de la Sunshine Coast. Les autres villes importantes de l'État sont Cairns, Townsville, Mackay, Rockhampton, Bundaberg, Hervey Bay et Mount Isa. Le Queensland est souvent surnommé le Sunshine State (« État ensoleillé »), à cause de son climat chaud et de sa situation placée principalement sous les tropiques. Les habitants du Queensland sont familièrement appelés les « Banana Benders » à cause des nombreuses plantations de bananes ou « Canetoads » pour faire allusion au désastre écologique qui s'est produit quand des crapauds buffles (cane toad) ont été introduits pour lutter contre le scarabée de la canne à sucre.

## Étymologie
L'État doit son nom à la reine Victoria de Grande-Bretagne qui signe le 6 juin 1859 la proclamation séparant le Queensland de la Nouvelle-Galles du Sud. À cette époque, la reine Victoria était populaire et elle préfère ce nom à celui de « Cooksland », proposé par le pasteur presbytérien John Dunmore Lang en honneur au navigateur anglais James Cook,. L'État australien de Victoria est aussi nommé d'après elle.

## Géographie

### Situation

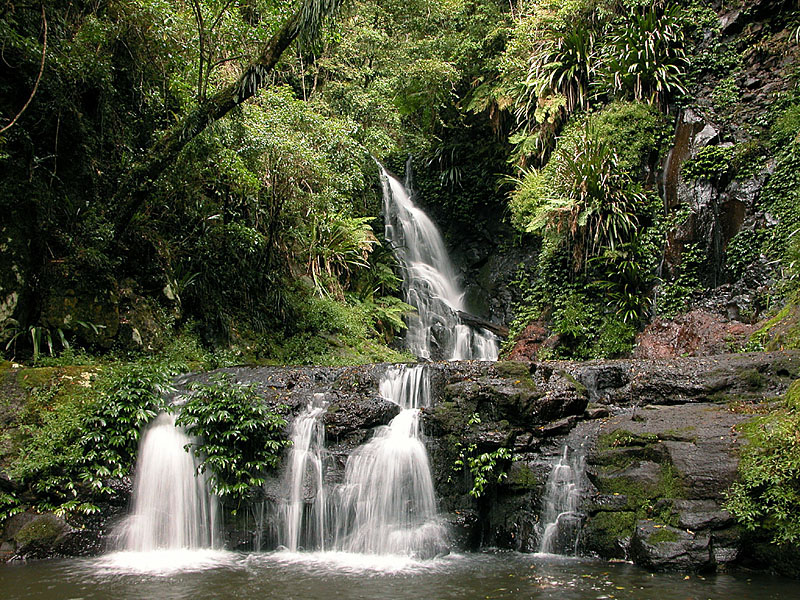
Chutes d'Elabona, dans le parc national de Lamington.

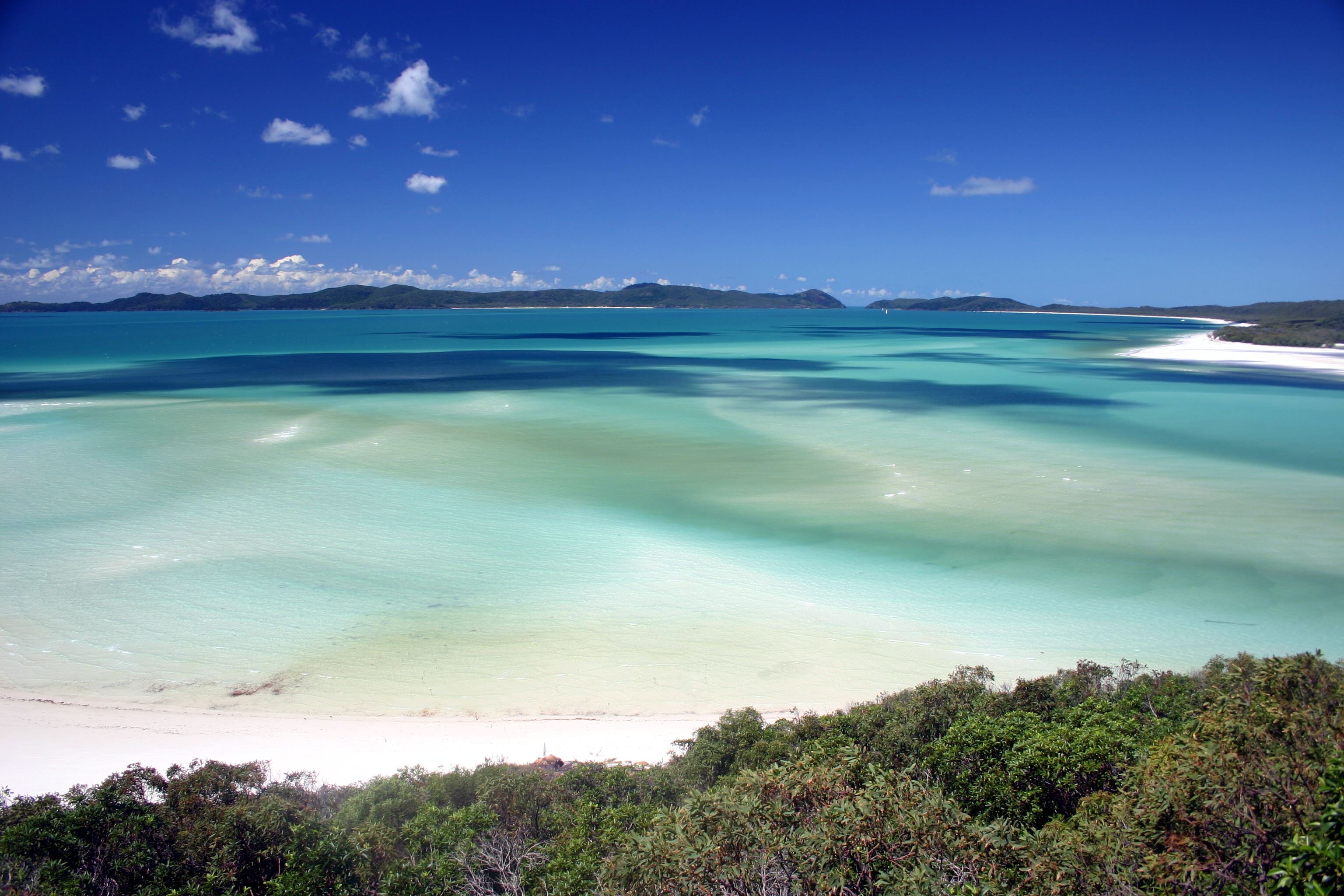
Plage de Whitehaven sur l'île Whitsunday.

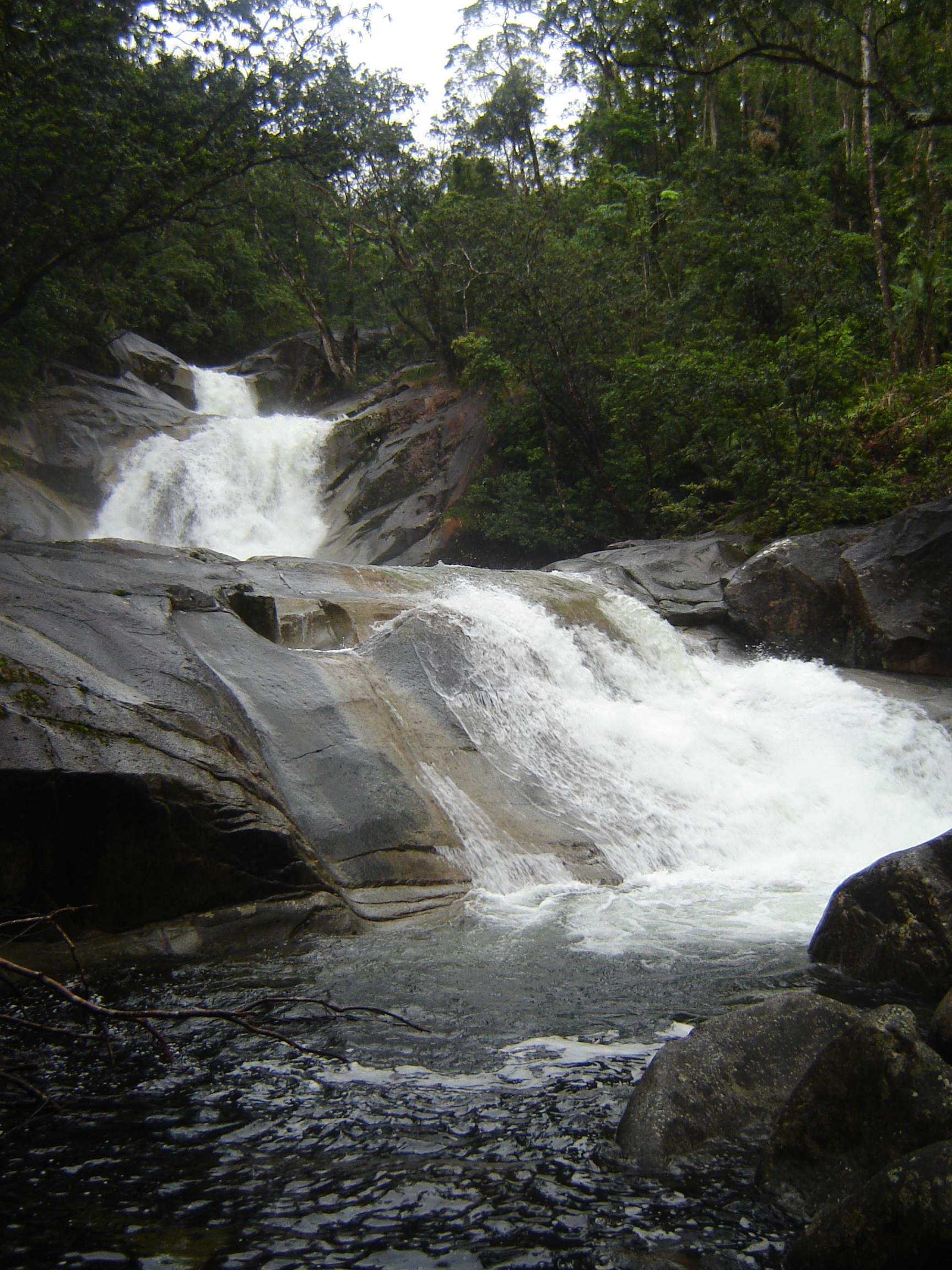
dans le parc national Wooroonooran.

Le Queensland est bordé au nord par le détroit de Torrès avec l'île Boigu au large des côtes de Nouvelle-Guinée qui est le point peuplé le plus au nord du territoire. La péninsule du Cap York qui pointe vers la Nouvelle-Guinée est la partie la plus au nord du continent. La côte ouest de la péninsule est bordée par le golfe de Carpentarie, en mer d'Arafura, tandis que la côte est est bordée par la mer de Corail, une mer bordière de l'océan Pacifique. À l'ouest, le Queensland est bordé par le Territoire du Nord, au 138°E de longitude et, au sud-ouest, par la partie nord-est de l'Australie-Méridionale.
Au sud, la frontière est partagée en trois secteurs : la portion ouest entre Point Danger (en) et la rivière Dumaresq, correspondant au bassin versant de la rivière Dumaresq ; la portion centrale formée par les lits successivement des rivières Dumaresq, rivière Macintyre et rivière Barwon ; la partie est formée par le 29e parallèle sud avec quelques empiétements du Queensland dans la Nouvelle-Galles du Sud. 
La capitale de l'État, Brisbane, est située sur la côte à 100 km de route au nord de la frontière de la Nouvelle-Galles du Sud. La cinquième ville la plus étendue du monde, Mount Isa, se trouve au Queensland. La surface de la ville dépasse les 40 000 km2. L’État est divisé en plusieurs régions officielles. Des régions géographiques plus petites à noter sont le plateau d'Atherton, la Granite Belt (en), et le Channel Country (en) au sud-ouest.
Le Queensland possède plusieurs sites d'une beauté naturelle, dont les Sunshine et Gold Coasts qui possèdent certaines des plus belles plages de l'État, le parc national des monts Bunya et la Cordillère australienne avec ses cascades, le parc national de Carnarvon, Darling Downs, le parc national Diamantina, les Îles Whitsunday et l'île Hinchinbrook.
L'État détient cinq zones protégées figurant au patrimoine mondial : les sites fossilifères de mammifères d'Australie à Riversleigh dans le pays du Golfe, les réserves des forêts ombrophiles centre-orientales de l'Australie, l'Île Fraser, la Grande Barrière, et les Wet Tropics of Queensland.
Pour protéger les surfeurs d'éventuelles attaques de requins, les autorités australiennes ont déployé depuis les années 1960 dans l’État du Queensland des dispositifs de protection des plages constitués de gros hameçons. Des dizaines de milliers d’animaux ont été piégés et tués par ce système.

### Climat

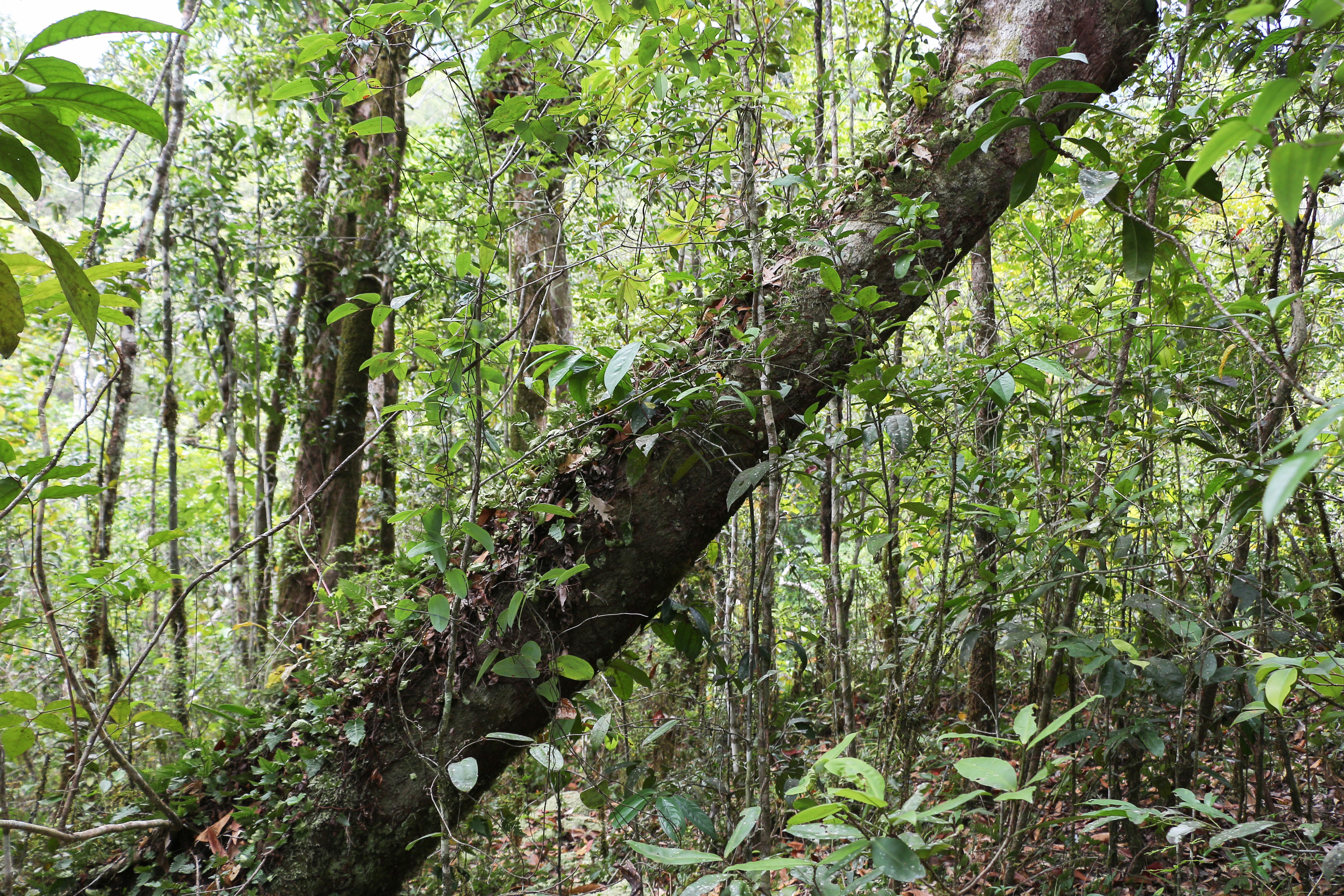
Forêt humide dans les gorges de Mossman.

Le sud de l'État connaît un climat subtropical humide et le nord un climat tropical. Mais à cause de sa taille il y a des variations significatives du climat à travers l'État. Des chutes de pluie et des étés chauds sont typiques de l'intérieur des terres à l'ouest, une saison humide des moussons dans le nord, et des conditions tempérées chaudes le long de la bande côtière. Les températures les plus basses sont enregistrées à l'intérieur des terres et au sud. Le climat côtier est influencé par les eaux chaudes de l'océan, empêchant les variations excessives de température tout en étant suffisamment humide pour permettre des précipitations régulières.
Il y a cinq zones climatiques prédominantes au Queensland, qui se différencient par la température et l'humidité :
- été humide et très chaud (l'extrême nord et la côte) ;
- été humide et chaud (arrière-pays côtier, les hauteurs et la côte sud-est) ;
- été sec et très chaud, hiver doux (centre ouest) ;
- été sec et très chaud, hiver froid (sud-ouest) ;
- tempéré – été chaud, hiver froid (sud-est, la Granite Belt).

Toutefois, la plupart des régions du Queensland connaissent deux saisons : une période hivernale avec des températures basses et peu de pluies et une période estivale chaude, avec un niveau plus important d'averses et le passage occasionnel de cyclones tropicaux, comme le Cyclone Joy, qui apportent de grandes quantités de pluie.
Les moyennes annuelles pour certains lieux du Queensland sont :
| Ville      | Température (oC) | Température (oC) | Nombre de jours dégagés | Précipitations (mm) |
| Ville      | Minimale         | Maximale         | Nombre de jours dégagés | Précipitations (mm) |
| ---------- | ---------------- | ---------------- | ----------------------- | ------------------- |
| Brisbane   | 14               | 26               | 123                     | 1 061               |
| Mackay     | 18               | 27               | 113                     | 1 667               |
| Cairns     | 20               | 29               | 86                      | 2 223               |
| Townsville | 18               | 29               | NC                      | 1 144               |

La température maximale enregistrée dans l'État est de 49,5 °C à Birdsville le 24 décembre 1972 (la température de 53,1 °C à Cloncurry le 16 janvier 1889 n'est pas considérée comme officielle).
La température minimale enregistrée est de −11,0 °C à Stanthorpe le 4 juillet 1895.

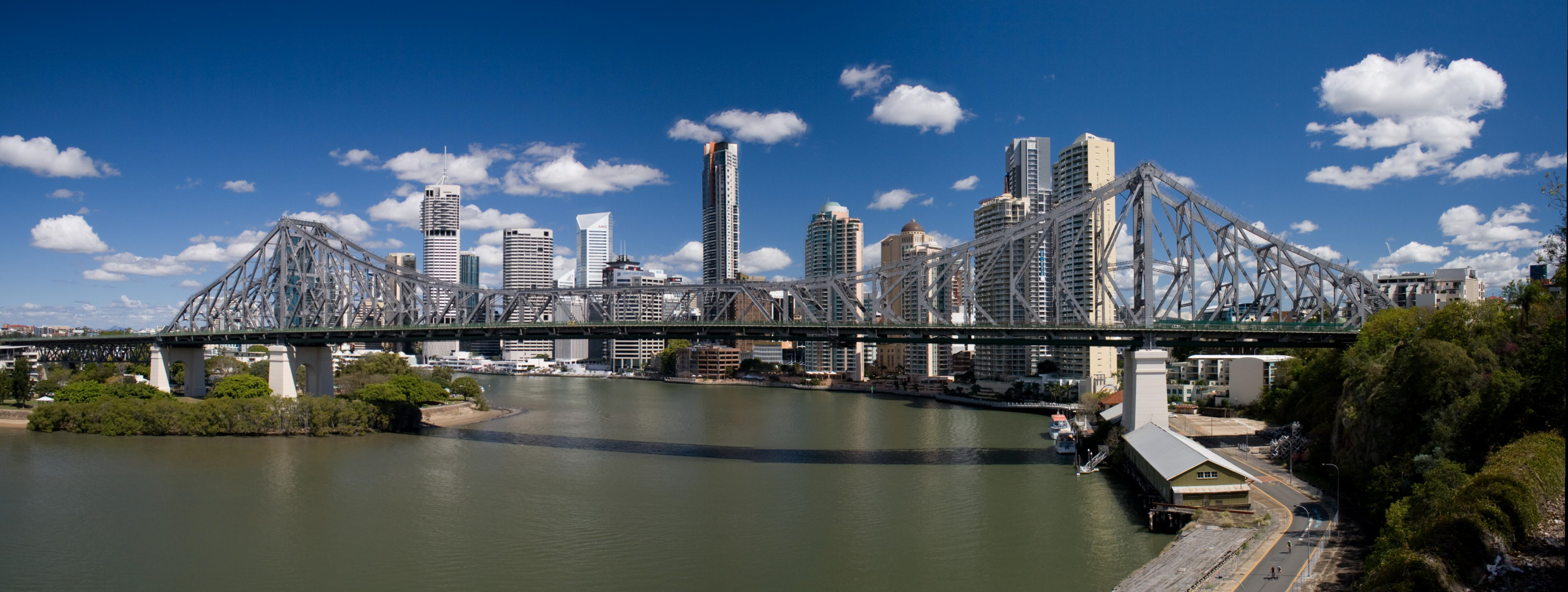
Le CBD de Brisbane, Brisbane est la plus grande ville du Queensland et en est aussi la capitale.

## Histoire
Les premières populations à habiter la région étaient les Aborigènes d'Australie et les Indigènes du détroit de Torrès, qui arrivèrent il y a entre 40 000 et 65 000 ans. Plus tard, le Queensland devint une colonie de la couronne britannique qui fut séparée de la Nouvelle-Galles du Sud en 1859. En 1901, la colonie est devenu un État de la fédération australienne.

### Premier peuplement
Les premières traces de peuplement remontent à près de 60 000-50 000 ans quand des Aborigènes peuplèrent la région de l'actuel Queensland après avoir traversé le détroit de Torrès par bateau ou par un pont terrestre.

### Colonisation européenne

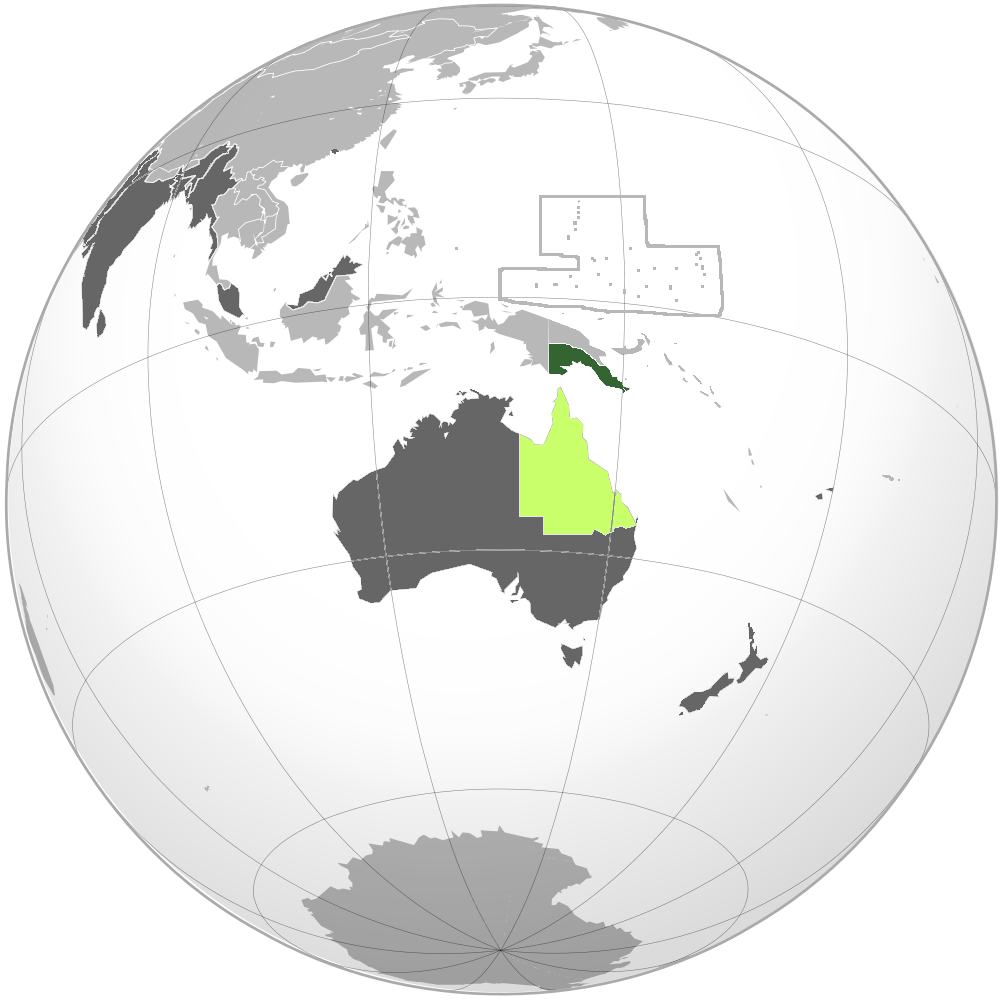
Le Queensland et le territoire de Papouasie annexé de 1883 à 1884.

Le Queensland est le territoire australien où les conflits entre les colons britanniques et les populations autochtones ont été les plus meurtriers. La principale raison est que le Queensland était le territoire le plus peuplé de l'Australie pré-contact ; voir Guerres de la frontière en Australie#Queensland.
En 1824, la colonie pénale de la baie Moreton est établie à Redcliffe. Celle-ci est déplacée au sud en 1825 et la ville de Brisbane est alors fondée. C'est en 1839 que la déportation pénale des bagnards cesse. En 1842, la colonisation libre est permise. Celle-ci va permettre la formation dès 1859 de la colonie du Queensland.
En 1862, le Queensland subit une modification de sa frontière occidentale, qui passe de 141° est à 138° est.
Le premier juge en chef, Sir James Cockle, est nommé en 1863.
L'année 1864 devient une annus horribilis pour le Queensland. En effet au mois de mars une inondation majeure du fleuve Brisbane envahit le centre de la ville. En avril un incendie dévaste le côté ouest de Queen street (le principal centre commercial). Et en décembre un autre incendie (le pire que Brisbane ait jamais connu) se déclare et rase le reste de Queens Street et des rues adjacentes.
L'année 1865 voit l'arrivée du premier train à vapeur (d'Ipswich à Bigge's Camp, aujourd'hui Grandchester) au Queensland.
En 1867, la constitution du Queensland est modifiée à partir de la législation existante (Constitution Act 1867). La même année de l'or est découvert à Gympie.
En 1883, le Queensland annexe le territoire de Papouasie (annexion rejetée plus tard par le gouvernement britannique).
En 1891, le Parti travailliste australien est formé mais ce n'est qu'en 1899 qu'il arrive au pouvoir avec l'élection du Premier ministre Anderson Dawson qui occupa son poste une semaine. Il s'agissait du premier gouvernement travailliste au monde[réf. souhaitée].
Le 10 mars 1899, le cyclone Mahina frappe la région de Bathurst Bay tuant plus de 400 personnes.

### Blackbirding

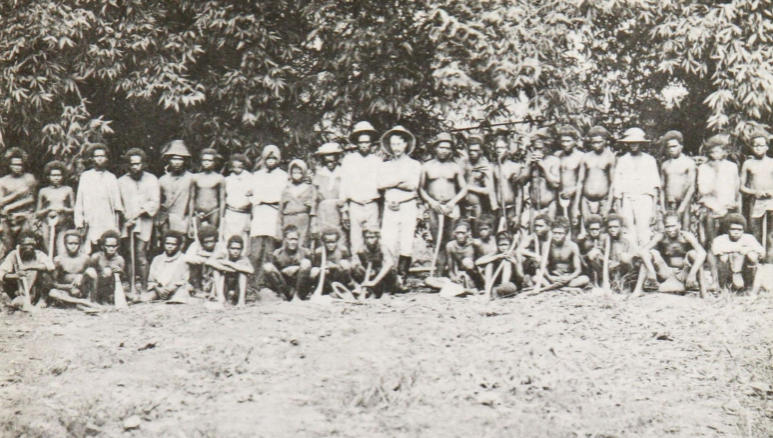
Travailleurs mélanésiens dans une plantation vers les années 1870.

Entre les années 1860 et le début du XXe siècle, des dizaines de milliers de Mélanésiens ont été importés, le plus souvent de force, afin de travailler dans les plantations de coton et de canne à sucre. Leurs conditions de vie et travail s'apparentaient à celle de l'esclavage.
En 1901, dans le cadre de la politique raciale Australie blanche, le Pacific Islands Labourer Act met un terme à la pratique du blackbirding dans le pays, et prévoit le rapatriement forcé des Mélanésiens vers leurs îles d'origine.

### État du Queensland
La fédération d'Australie est créée en 1901 et le Queensland y est intégré. 
Le droit de vote est accordé aux femmes en 1904. 
En 1920, la compagnie Qantas est fondée pour desservir l'outback du Queensland.
En 1922, la Chambre haute du Parlement, le Conseil législatif du Queensland, est abolie.
En 1928, le Royal Flying Doctor Service fait son tout premier vol, s'envolant de Cloncurry et la même année l'aviateur Sir Charles Kingsford Smith fait atterrir le Southern Cross à Brisbane, achevant le premier vol trans-pacifique.
En 1982, les Jeux du Commonwealth se tiennent à Brisbane. En 1988, l'exposition universelle se tient à son tour à Brisbane. Et en 2001, les Goodwill Games se tiennent à Brisbane.
En 2019, d’immenses feux de brousse ont ravagé une partie de l’État, obligeant des milliers de personnes à abandonner leurs habitations. Par la suite, des inondations de l’ordre de deux à trois mètres de précipitations, ont provoqué la mort de 300 000 à 500 000 bovins.

## Population et société

### Démographie

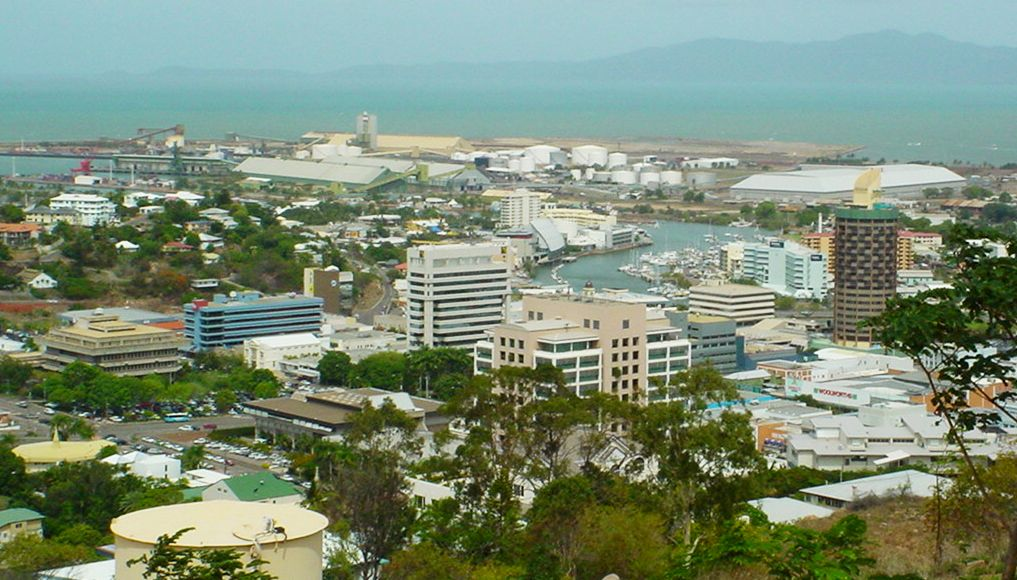
Le Queensland a une population moins centralisée que les autres États. Ici, Townsville.

La population du Queensland est moins centralisée que celle des autres États australiens. En juin 2004, la capitale représentait 45,7 % de la population ; pour le pays entier, les capitales représentent 63,8 % de la population totale.
Le 30 juin 2003, la population de l'État était de 3 796 800 habitants et celle de Brisbane de 1 733 200. Et le 9 décembre 2005, la population du Queensland a officiellement atteint les 4 millions. Le Queensland est l'État australien où la population augmente le plus rapidement, avec plus de 1 500 personnes emménageant dans l'État par semaine, dont 1 000 dans le seul sud de l'État. Les prévisions montrent que le Queensland deviendra le deuxième État le plus peuplé d'Australie à la fin des années 2020. D'après le Bureau de recherches économiques et statistiques du Queensland la population de l'État fin 2007 avoisinait les 4 228 290 habitants, soit 20 % du total australien.
En 2007, le taux de fécondité du Queensland était de 2,09, le plus élevé depuis 1977.

### Religions
Les religions recensées sont les suivantes :
- Chrétiens : 70,9 %:
  - Catholiques : 24,9 %
  - Anglicans : 22,3 %
  - Uniting Church : 8,4 %
  - Luthériens : 2,1 %
  - autres : 13,2 %
- Non-chrétiens : 2,3 %
  - Bouddhismes : 1,1 %
  - Islam : 0,4 %
  - Hindouisme : 0,3 %
  - Judaïsme : 0,1 %
  - autres : 0,4 %
- Sans religion : 14,8 %
- Non prononcés : 12,0 %

### Éducation

#### Universités

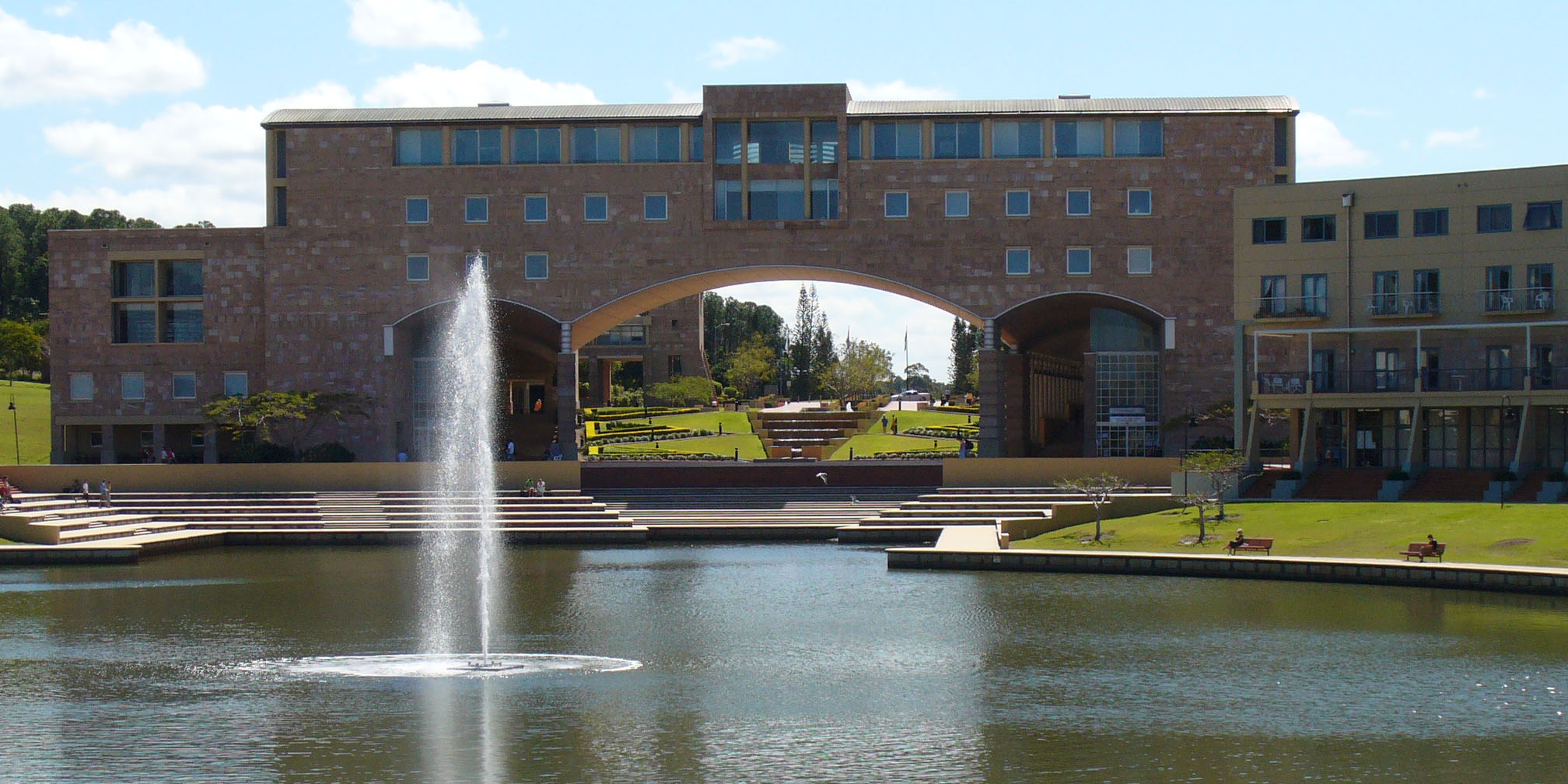
Université Bond à Robina.

Les universités du Queensland sont les suivantes :
- Université catholique australienne (campus de Brisbane)
- Université Bond
- Central Queensland University
- Université Griffith
- Université James-Cook
- Université de technologie du Queensland
- Université du Queensland
- University of Southern Queensland
- University of the Sunshine Coast

### Droits des Aborigènes
En 1988, l'Unesco inscrivait au patrimoine mondial les tropiques humides du Queensland ; leurs montagnes, les promontoires et les plages entourant Cap Tribulation, dans la péninsule du Cap York, sont l'un des plus riches exemples de biodiversité. Mais cette mesure ignorait les droits des Kuku Yalanji de l'est. En décembre 2007, le National Native Title Tribunal leur a enfin reconnu ces droits sur cette région, ainsi que sur les eaux et la terre entre Port Douglas et Cooktown, soit 126 900 hectares. Les Aborigènes jouent désormais un rôle significatif dans la gestion du parc national Daintree.

## Économie
L'économie du Queensland a connu un boum dans les industries du tourisme et de l'exploitation minière ces vingt dernières années. L'arrivée de migrants originaires des autres États et d'outre-mer et d'investissements du gouvernement fédéral augmenta le nombre d'exploitations de gisements et a aussi conduit à une hausse du secteur aérospatial ce qui assure le fait que cet État restera celui où la croissance économique sera la plus rapide de l'Australie dans un futur proche.
Entre 1992 et 2002, la croissance du PIB du Queensland surpassa celle des autres États et Territoires. Durant cette période il augmentait de 5,0 % chaque année, tandis que le PIB d'Australie augmentait de 3,9 % par an. La contribution du Queensland au PIB australien augmenta de 10,4 % durant cette période.
En 2001, le Queensland a eu un produit intérieur brut de 115,53 milliards de dollars australiens (A$), ce qui fait 31 000 A$ par habitant. C'est le troisième plus faible en Australie après la Tasmanie et l'Australie-Méridionale.
En 2003, le coût de la vie à Brisbane était le plus bas de toutes les capitales d'Australie. Fin 2005, Brisbane était la troisième capitale la plus chère pour se loger après Sydney et Canberra et juste devant Melbourne.
L'économie de la région est basée :
- pour le secteur primaire :
  - en agriculture, sur la culture des bananes, des ananas, d'une grande variété d'autres fruits et légumes tropicaux et tempérés, du coton, de la canne à sucre, sur l'élevage du bétail pour la viande et pour la laine,
  - en industrie minière sur la production de bauxite, de charbon et de cuivre ;

- pour le secteur secondaire, principalement sur la transformation des produits précédemment cités : la bauxite de Weipa est convertie en alumine à Gladstone. Il y a également le raffinage de cuivre et la production de sucre à partir de la canne à sucre ;

- pour le secteur tertiaire, sur le commerce de détail et le tourisme.

Le conglomérat indien Adani prévoit d’édifier au Queensland la plus grande mine de charbon de la planète : près de 447 kilomètres carrés, c’est-à-dire quatre fois la superficie de Paris. Malgré les doutes du Trésor du Queensland quant à la viabilité financière du projet, le gouvernement de Campbell Newman puis celui de Annastacia Palaszczuk ont apporté leur soutien au conglomérat. Pour la période 2017-2018, les redevances sur le charbon n’ont contribué aux recettes publiques du Queensland qu’à hauteur de 6,4 %, un chiffre qui devrait tomber à 4,6 % en 2021-2022.

### Tourisme

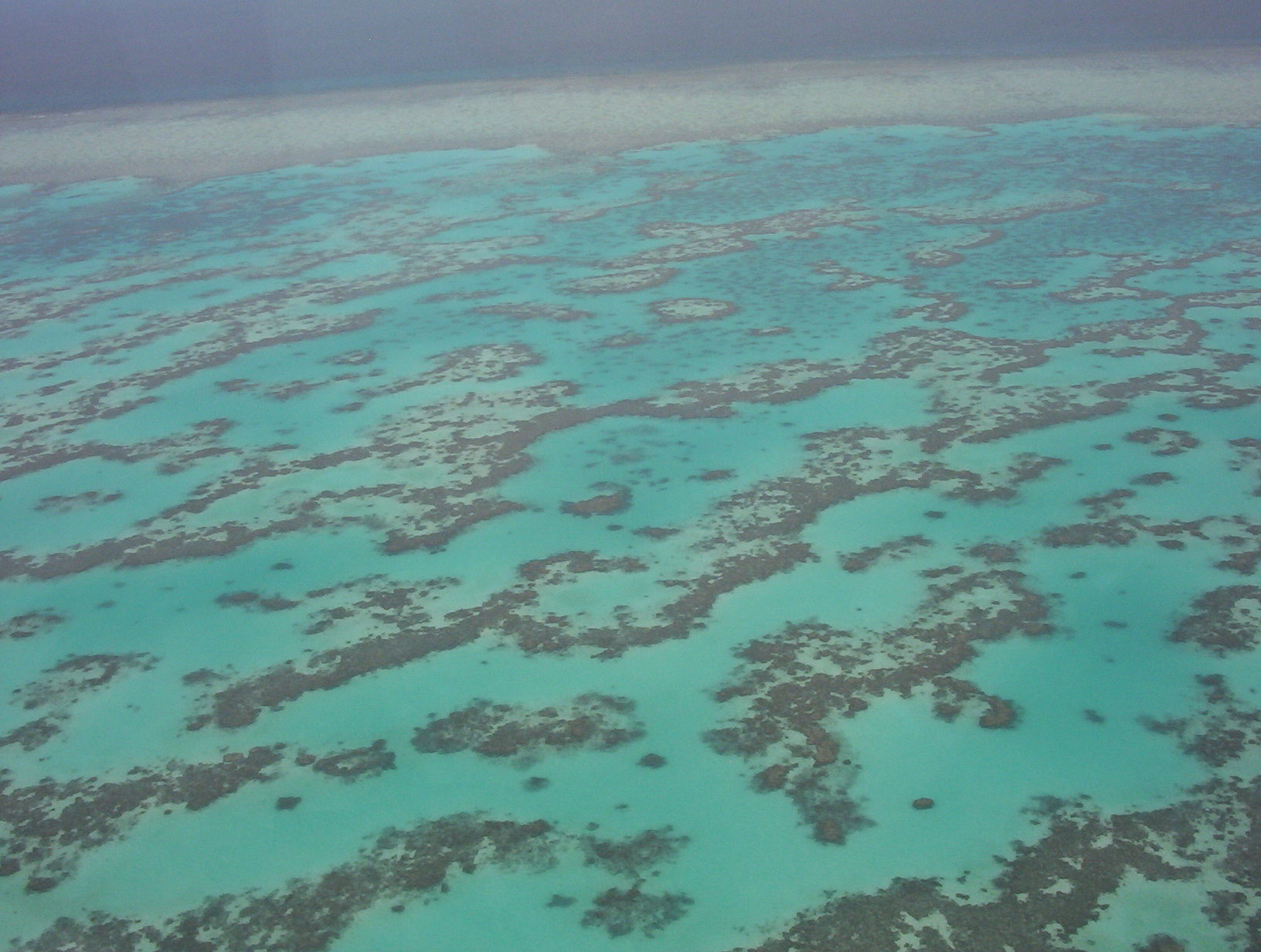
La Grande Barrière.

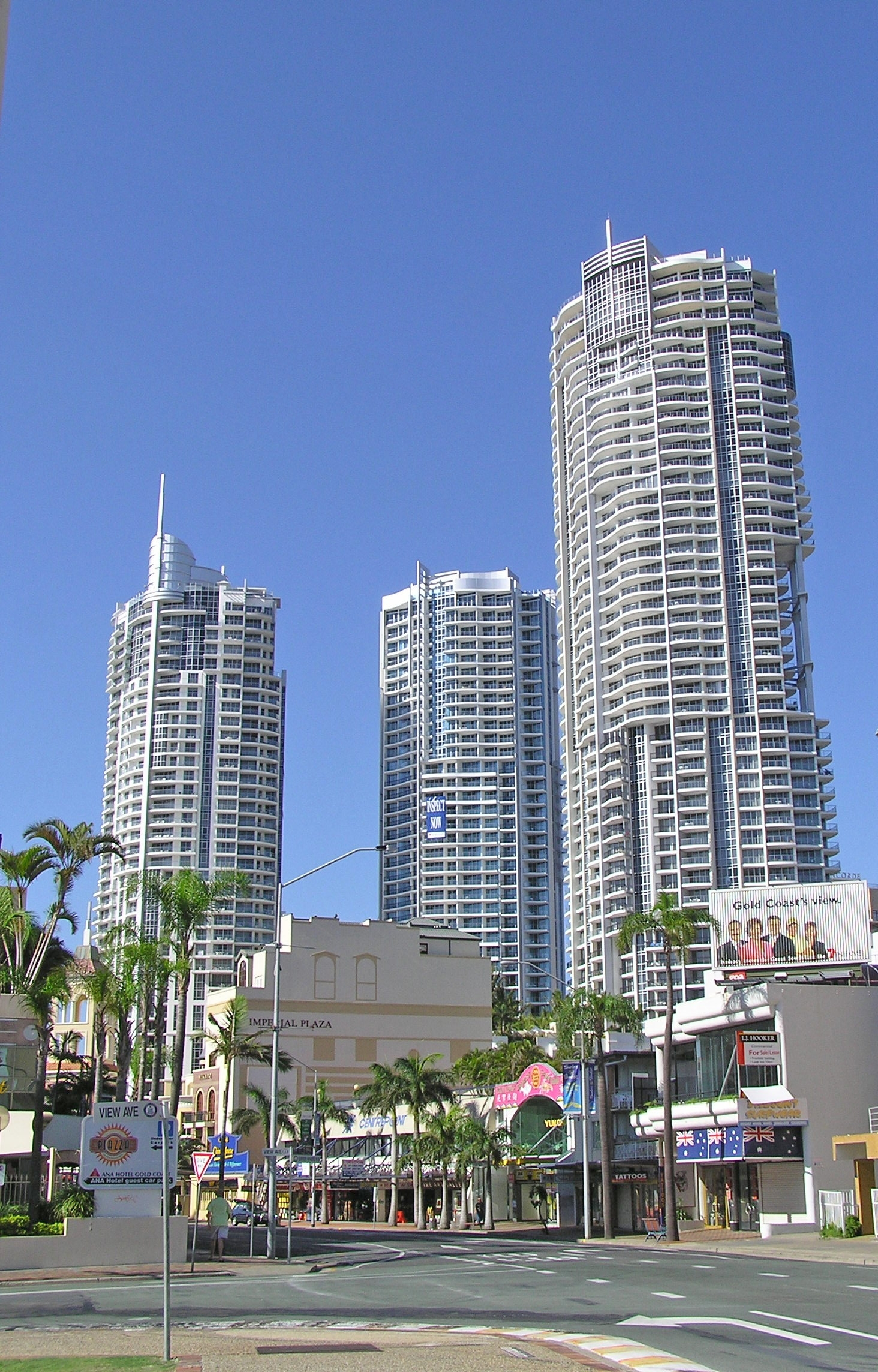
Gold Coast est la ville touristique majeure.

Le tourisme est l'industrie tertiaire principale du Queensland avec des millions de visiteurs des autres États et de l'étranger y affluant chaque année. Le Queensland est un État de contrastes où se trouvent des régions côtières tropicales et ensoleillés, des forêts tropicales luxuriantes et des régions intérieures asséchées.
Les destinations touristiques principales du Queensland sont :
- Brisbane
- l'extrême nord du Queensland (Cairns, Port Douglas, The Daintree)
- Gold Coast
- la Grande Barrière
- Hervey Bay/Île Fraser
- le Queensland septentrional (Townsville, Magnetic Island)
- le nord de Stradbroke Island et le sud de Stradbroke Island
- Sunshine Coast
- les îles Whitsunday (Airlie Beach, Whitehaven Beach, Hamilton Island, Daydream Island, Hayman Island)

Gold Coast, au Queensland, est parfois connue comme la « capitale des parcs à thème d'Australie », avec au moins cinq parcs majeurs :
- Dreamworld
- Movie World
- Sea World
- Wet 'n' Wild (en)
- WhiteWater World

Il y a aussi des parcs animaliers au Queensland, dont :
- Gold Coast
  - Currumbin Wildlife Sanctuary à Currumbin
  - David Fleay Wildlife Park à Burleigh Heads

- Sunshine Coast
  - UnderWater World à Mooloolaba
  - Australia Zoo près de Beerwah/Glass House Mountains (où travaillait Steve Irwin jusqu'à sa mort le 4 septembre 2006)

- Brisbane
  - Lone Pine Koala Sanctuary à Fig Tree Pocket
  - Brisbane Forest Park à The Gap

- Nord de Brisbane
  - Kumbartcho Wildlife Sanctuary (originellement Bunya Park Wildlife Sanctuary)

## Politique
La constitution a été adoptée en 2001, abrogeant la plupart des diverses lois du Parlement qui tenaient lieu de constitution. Elle a pris effet le 6 juin 2002, à la date anniversaire de la formation de la colonie indépendante du Queensland lors de la signature de la Lettre patente par la reine Victoria en 1859. 

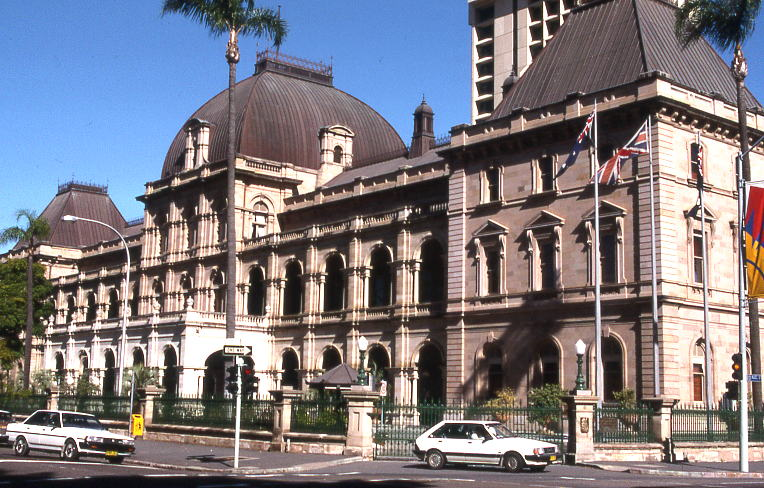
Le siège du parlement du Queensland à Brisbane.

Le roi Charles III est représenté en tant que chef de l'État par le gouverneur du Queensland, fonction occupée depuis 2021 par Jeannette Young. Le chef du gouvernement est le Premier ministre qui est désigné par le gouverneur mais qui doit avoir le soutien de l'Assemblée législative. Il forme son gouvernement (Executive Council) dont les ministres sont nommés par le gouverneur parmi les membres de l'Assemblée législative sur recommandation du Premier ministre.
Le parlement du Queensland est monocaméral depuis 1922, quand le Conseil législatif du Queensland a été aboli. C'est le seul État australien monocaméral.
Le système judiciaire du Queensland comprend la Cour suprême et de la Cour du district, établis par la constitution du Queensland, et de plusieurs autres cours et tribunaux établis par les lois du Parlement.
Chaque jour, l'application de la loi est sous la responsabilité de la police du Queensland, mais la police fédérale a aussi juridiction pour les affaires la concernant.

## Transports

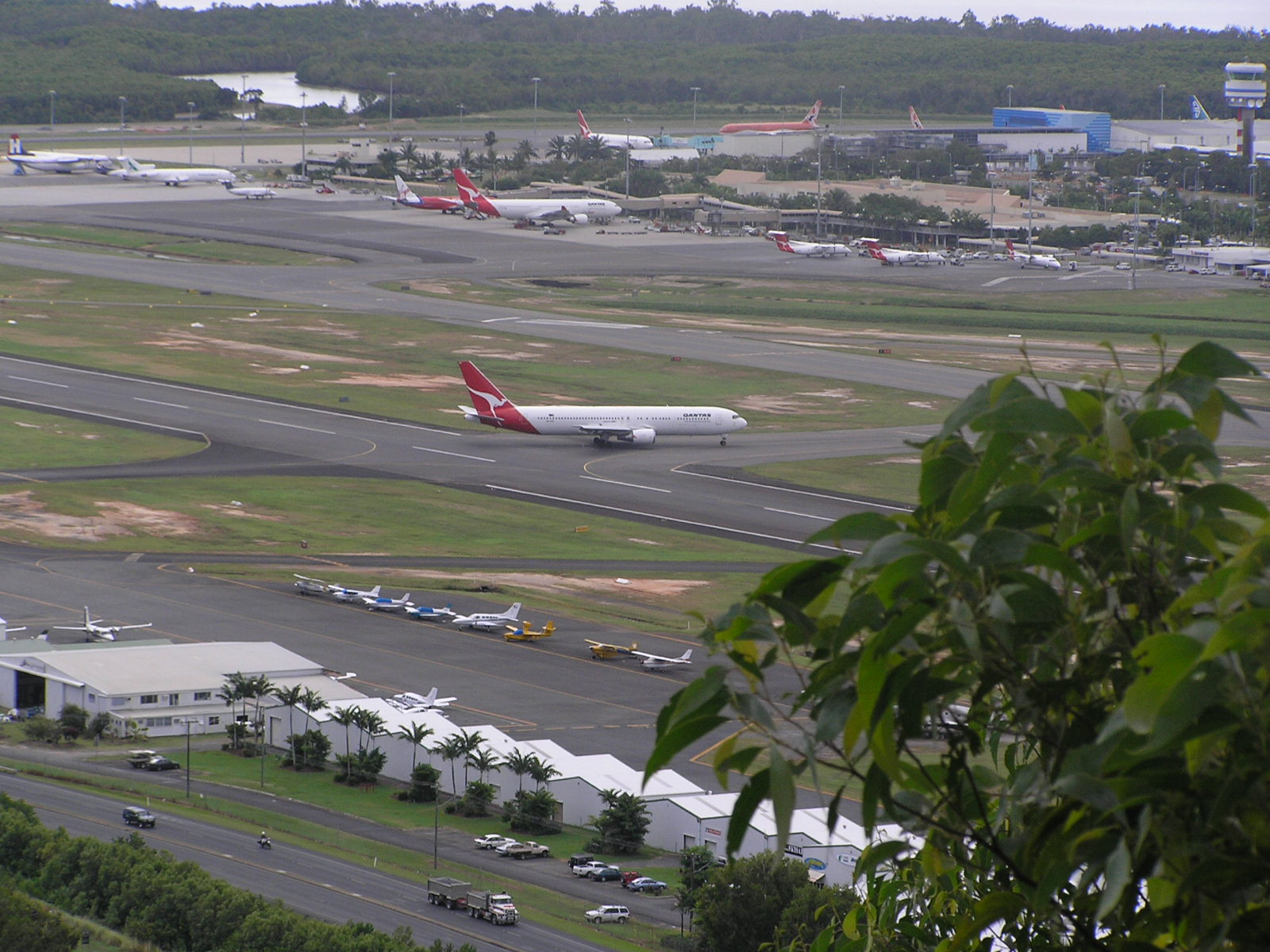
Aéroport de Cairns.

Le Queensland est desservi par un certain nombre de National Highways et, plus précisément le sud-est de l'État qui possède des autoroutes de qualité telles que la M1. 
Les services de transports ferroviaires sont fournis par la Queensland Rail et la Pacific National, principalement le long des ports majeurs incluant le Port de Brisbane et des ports secondaires tel que ceux de Gladstone et de Townsville. 
L'aéroport international de Brisbane est le principal aéroport local et international de l'État. Les aéroports de Gold Coast et de Cairns sont les deux aéroports les plus importants après celui de Brisbane, tous deux fournissant des vols internationaux. Les autres aéroports régionaux sont l'aéroport de Great Barrier Reef, l'aéroport de Hervey Bay, l'aéroport de Mackay, l'aéroport de Mount Isa, l'aéroport de Whitsunday Coast, l'aéroport de Rockhampton, l'aéroport de Sunshine Coast et l'aéroport de Townsville.
Le sud-est du Queensland est dirigée par un système de transport public intégré, TransLink, qui fournit des bus, des tramways et des ferries.

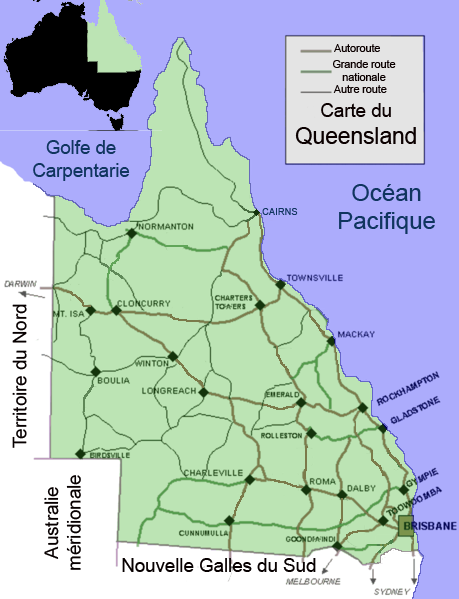
Carte du Queensland.

## Sports

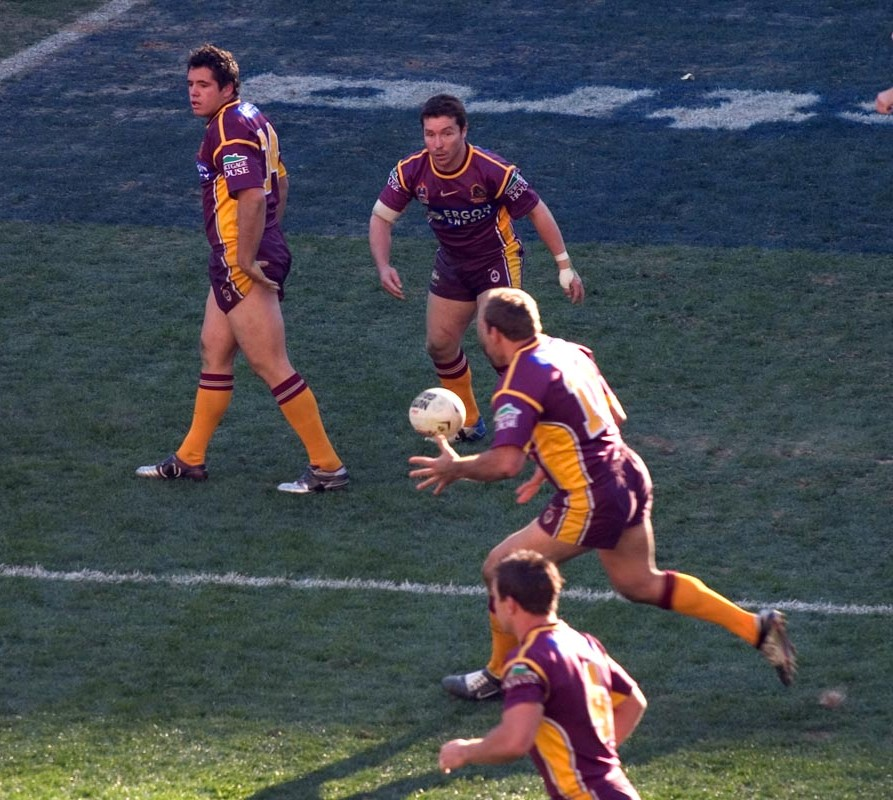
Les Brisbane Broncos.

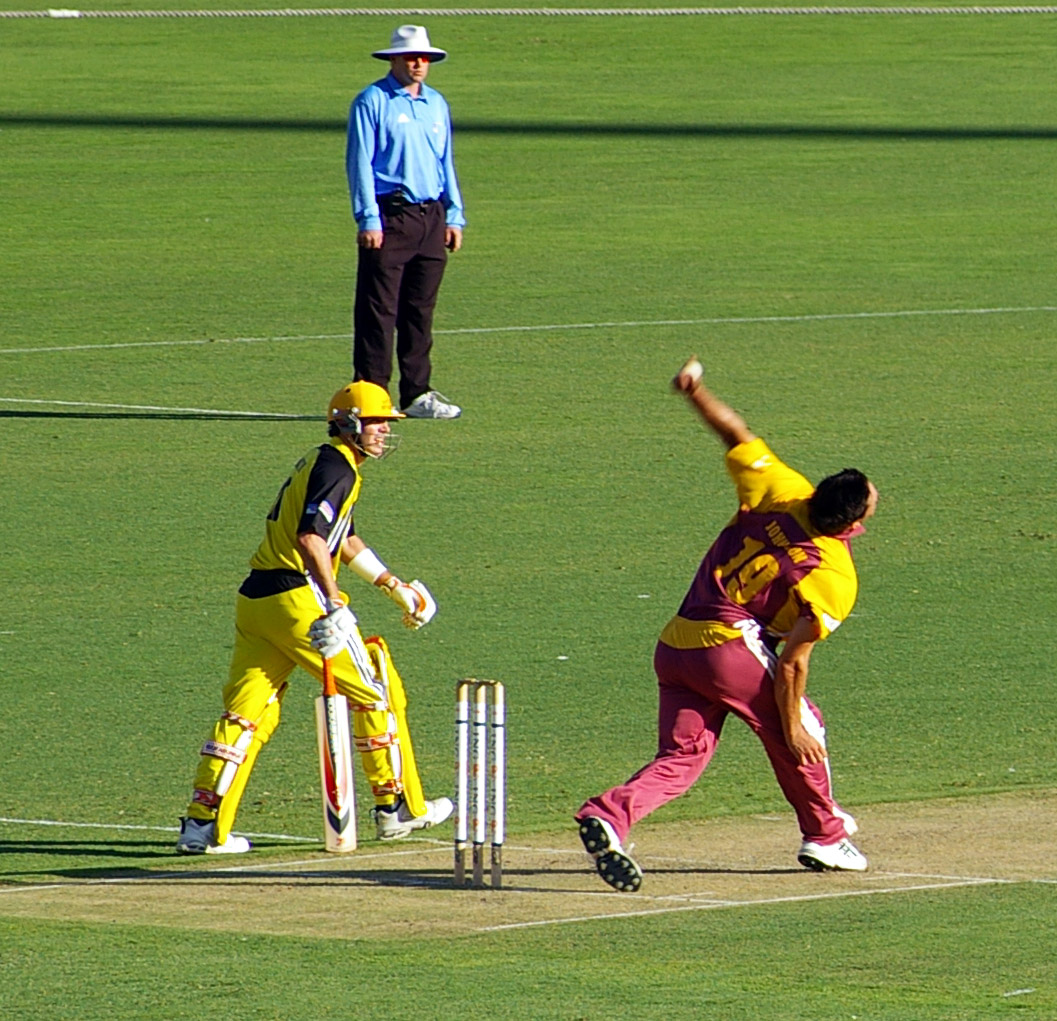
Les Queensland Bulls.

L'État du Queensland a des équipes dans toutes les compétitions sportives nationales d'Australie et accueille un certain nombre d'évènements sportifs régionaux et internationaux. Le sport joue un rôle social important depuis plus de 100 ans. Près de 1 000 clubs communautaires existent dans le Queensland, dotés d'une licence leur permettant de délivrer de l'alcool (en 2008), dont certains fonctionnent depuis plus de 100 ans.
Équipe treiziste représentative de l'État, les Queensland Maroons (Les Bordeaux du Queenland) rencontre en un tournoi dit State of Origin en trois manches l'équipe de Nouvelle-Galles du Sud lors du tournoi dit State of Origin, car l'aire de prime affiliation est, outre la capacité sportive et la nationalité, le seul critère de sélection. 
Le golf est surtout pratiqué autour des zones urbaines, et s'est beaucoup développé depuis les années 1990 grâce aux subventions et détaxations offertes par les gouvernements pour la construction de nouveaux terrains de golf, avec des problèmes de désaffection et de fidélisation des pratiquants. Le nombre de golfeurs inscrits dans les clubs du Queensland a chuté de plus de 75 000 licenciés en 2008 à 73 800 en 2010, malgré des efforts de fidélisation de la part des clubs et de leur fédération.
La natation est aussi un sport populaire au Queensland. Aux jeux olympiques d'été de 2008, les nageurs du Queensland gagnèrent les six des 14 médailles d'or australiennes, parmi les nageurs trois étaient des femmes originaire du Queensland, dont deux eurent l'or. 
Parmi les équipes du Queensland se trouvent :
- Football : Queensland Roar FC, North Queensland Fury FC et Gold Coast United Football Club
- Football australien : Brisbane Lions
- Baseball : Brisbane Bandits
- Basket-ball : Brisbane Bullets, Cairns Taipans et les Gold Coast Blaze
- Cricket : Queensland Bulls
- Netball : Queensland Firebirds
- Rugby à XIII : Queensland Maroons, Brisbane Broncos, Gold Coast Titans et les North Queensland Cowboys
- Rugby à XV : Queensland Reds

Parmi les évènements sportifs ayant eu lieu au Queensland se trouvent :
- Nikon Indy 300
- State of Origin
- Queensland 400
- World Surf League